# Francesco Besozzi
Francesco Besozzi (Gavirate, 1460 circa – Milano, 1539) è stato un notaio italiano.

## Biografia
Figlio del nobile Gabardino, iniziò la propria carriera notarile nello studio dei notai Bartolomeo e Francesco Pagani da Rovello; la sua prima moglie fu Elisabetta Pagani da Rovello, dalla quale ebbe una sola figlia. Nei primi anni del Cinquecento fu sindaco fiscale del comune di Milano e nel 1509 venne scelto dalla cittadinanza milanese per comparire davanti a Luigi XII di Francia che, dopo la vittoriosa battaglia di Agnadello, riprendeva il possesso dei territori milanesi.
Fu un notaio molto attivo al suo tempo, come documentato dalle 41 filze contenenti suoi atti, dal 1482 fino alla sua morte oggi conservati presso l'archivio di Stato di Milano.
La sua seconda moglie fu Elisabetta Cittadini, figlia di Vincenzo e sorella del poeta Gerolamo Cittadini.
Morì nel 1539, venendo sepolto nella cappella da lui voluta nella chiesa di San Maurizio a Milano.

## La Cappella Besozzi
Scampato all'epidemia di peste del 1524, in contrasto con precedenti indicazioni testamentarie, provvide a farsi erigere una degna sepoltura nella cappella di famiglia posta nella chiesa di San Maurizio. Il 15 agosto 1530 il pittore Bernardino Luini licenziò per il Besozzi gli affreschi, ancor oggi ammirati, della cappella detta anche di Santa Caterina, dove il notaio venne poi sepolto nel 1539. La decorazione della "Cappella Besozzi", con i dipinti raffiguranti la vita della santa, costituisce uno degli ultimi lavori del Luini, successivamente il pittore decorò il tramezzo del monastero francescano di Santa Maria degli Angeli a Lugano, morendo poco dopo il completamento di quest'opera, il cui pagamento venne riscosso dal figlio. 
Secondo una tradizione popolare, nata sulla scorta di una novella di Matteo Bandello, nel rappresentare la decapitazione di santa Caterina il Luini avrebbe raffigurato la contessa di Challant Bianca Maria Scapardone, decapitata a Milano nel 1526, per avere fatto uccidere uno dei suoi amanti.
Il Besozzi viene ritratto in un affresco, abbigliato con l'abito notarile, inginocchiato, a mani giunte recanti un rosario, con capelli grigi e capo scoperto, mentre, sotto la protezione della Santa, volge uno sguardo reverenziale verso Cristo dipinto mentre viene slegato dalla colonna terminata la sua flagellazione; il tema della flagellazione era stato scelto dal Besozzi ed il Luini nell'eseguirlo evitò di rappresentarlo nella cruenta forma orrorifica consueta del tempo, differenziando questo affresco da una sua precedente flagellazione dipinta a Milano 16 anni prima nella Chiesa di San Giorgio al Palazzo.